# Henk Nijboer

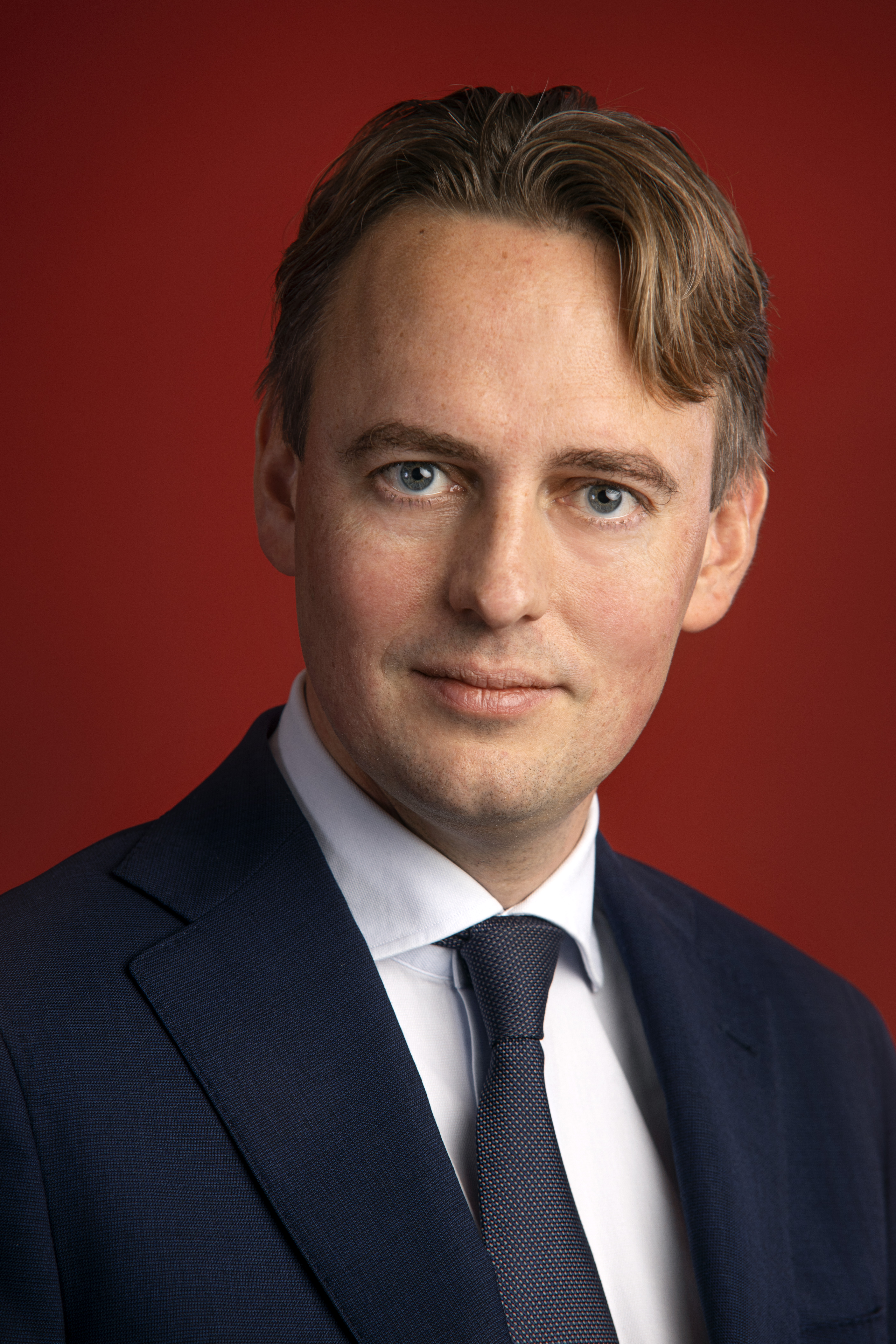
Henk Nijboer

Henk Nijboer (* 31. März 1983 in Groningen) ist ein niederländischer Ökonom und Politiker der Partij van de Arbeid (PvdA).

## Leben
An der Reichsuniversität Groningen studierte Nijboer Ökonomie. Von 2003 bis 2007 war er Mitglied der Provinciale Staten der Provinz Groningen.
Seit 2012 ist Nijboer als Abgeordneter in der Zweiten Kammer der Generalstaaten tätig. Mit seinem Ehemann Simon wohnt Nijboer in Groningen.